# São Francisco de Paula (Minas Gerais)
São Francisco de Paula – miasto i gmina w Brazylii, w stanie Minas Gerais. Znajduje się w mezoregionie Oeste de Minas i mikroregionie Oliveira.